# Afrotyphlops elegans
Afrotyphlops elegans — вид змій родини сліпунів (Typhlopidae). Ендемік Сан-Томе і Принсіпі.

## Поширення і екологія
Afrotyphlops elegans є ендеміками острова Принсіпі в Гвінейській затоці. Вони живуть в первинних і вторинних вологих тропічних лісах, серед опалого листя та пухкого ґрунту. Зустрічаються на висоті від 10 до 400 м над рівнем моря.